# Juan Talavera y de la Vega

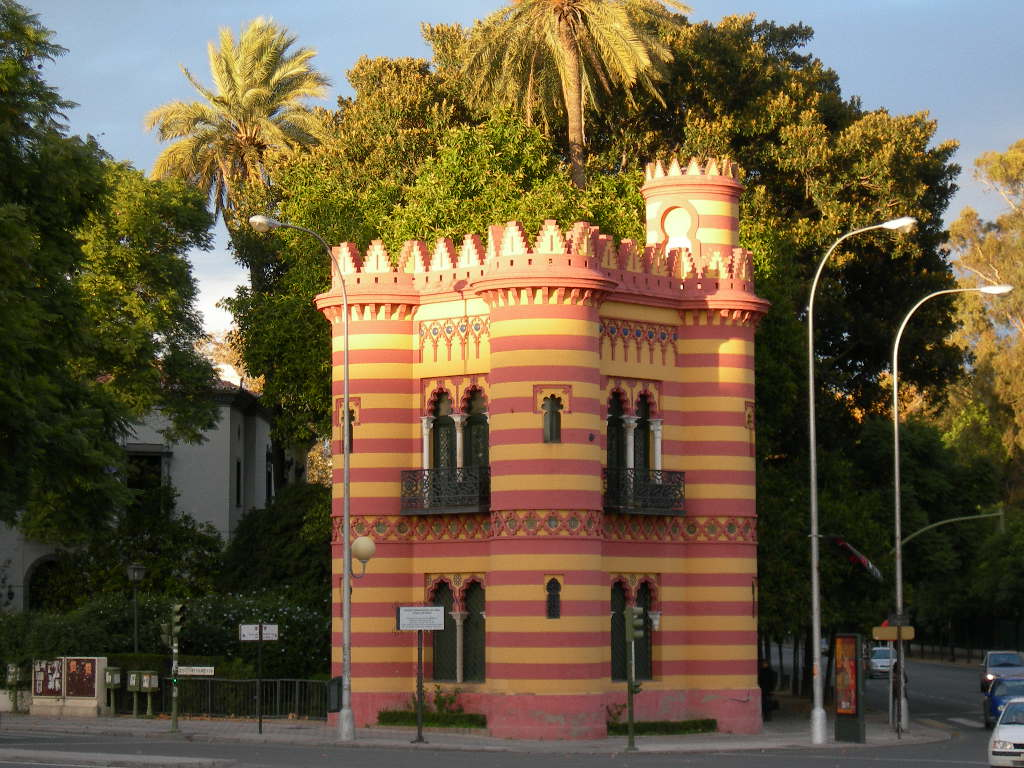
Costurero de la Reina, obra de Juan Talavera y de la Vega.

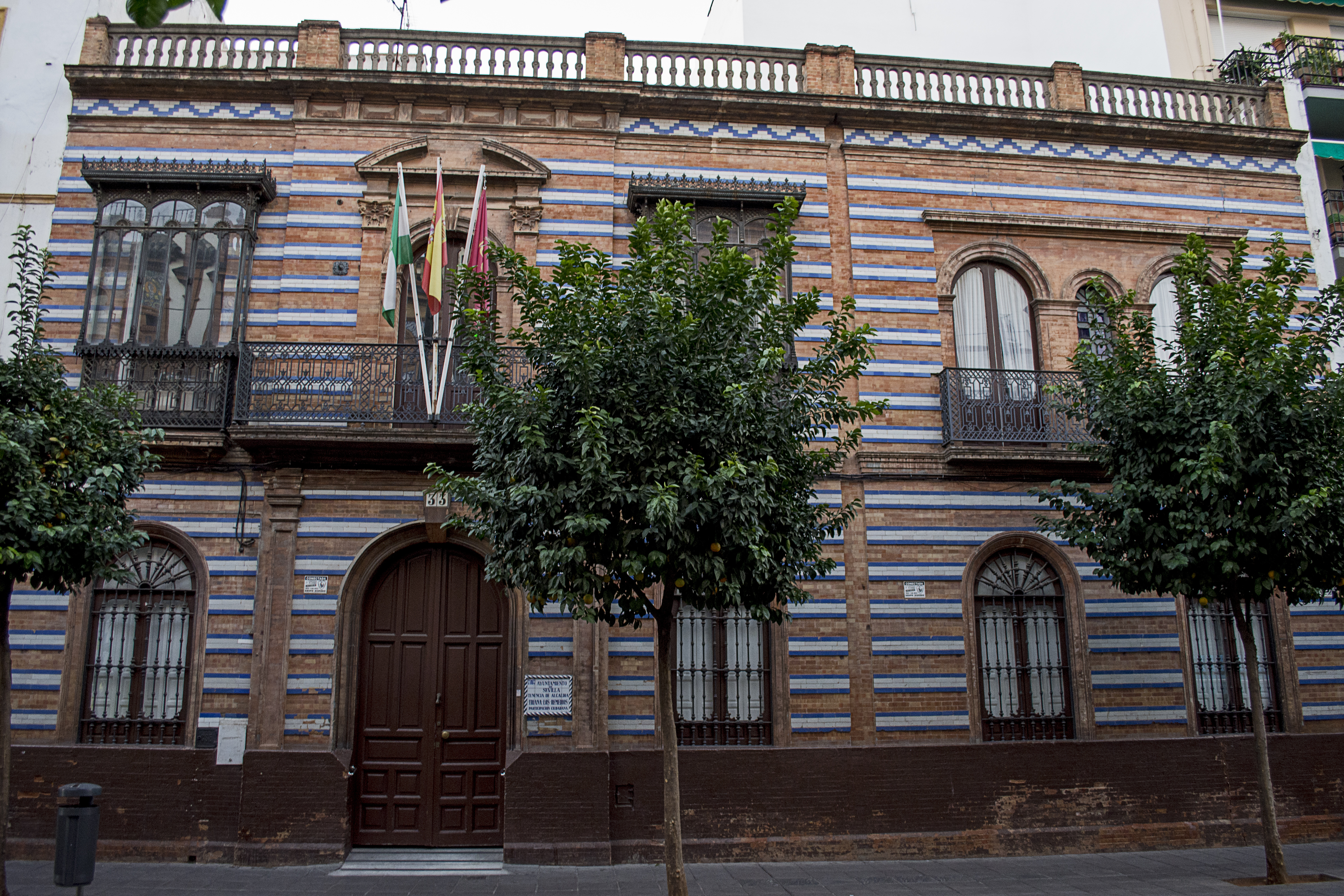
Casa Mensaque en la calle San Jacinto de Sevilla, obra de Juan Talavera y de la Vega.

Juan Talavera y de la Vega (Sevilla, 30 de marzo de 1832-lugar desconocido, hacia octubre de 1905) fue un arquitecto español del siglo XIX.

## Biografía
Sus padres fueron José María Talavera y María Dolores de la Vega. Fue bautizado en la iglesia del Salvador, con el nombre de Juan José Francisco de Paula Fernando y Julián de la Santísima Trinidad.
Estudió para maestro de obras en la Academia de Bellas Artes de Sevilla. Posteriormente, estudió en la Escuela Superior de Arquitectura de Madrid, donde obtuvo el título de arquitecto el 17 de noviembre de 1856. Impartió Mecánica y Construcción a los que estudiaban para maestros de obras en la Real Academia de Bellas Artes de Santa Isabel de Hungría de Sevilla hasta la supresión de estos estudios en 1869.
En 1866 contrajo matrimonio con Carmen Heredia y Yuste, rica gitana de Écija, hija de su contratista de obras.[cita requerida] Vivía en la calle Monsalves.[cita requerida] Tuvo tres hijos. El último de ellos, Juan Talavera y Heredia fue también arquitecto, uno de los principales representantes del regionalismo andaluz. Estuvo en varias comisiones municipales de la oposición. Fue nombrado arquitecto municipal interino, en cuyo cargo trabajó en las inundaciones de 1876 y siguientes. Fue presidente de la Comisión Municipal de Obras Públicas desde 1877 hasta 1881. En 1881 redactó un proyecto general de defensas contra las inundaciones, que fue llevado a cabo parcialmente.
En sus inicios realizaba una arquitectura de estilo moderno y racionalista (simplemente ajustada a la función), como había aprendido en Madrid. Posteriormente, pasó a emplear un estilo regionalista.
En 1848 el duque de Montpensier y su esposa, la infanta María Luisa, se instalaron en el Palacio de San Telmo de Sevilla. Las obras de adaptación del palacio, antigua universidad de marineros, fueron realizadas por Balbino Marrón. El siguiente arquitecto de la familia fue Juan Talavera y de la Vega, aunque en los años siguientes solo realizó algunas obras de carácter decorativo.
Entre 1853 y 1866 Balbino Marrón construyó el palacio de Orleans-Borbón, como residencia veraniega para el duque y la infanta, en Sanlúcar de Barrameda. En 1876 Juan Talavera finalizó las obras de la fachada principal del palacio.
Las obras de la plaza de toros de la Maestranza se realizaron por fases desde la década de 1760. Juan Talavera y Heredia construyó el balcón de diputados entre 1867 y 1868 y realizó la última fase de la arquería, en la zona sureste, entre 1880 y 1881.
En 1873 construyó el teatro Cervantes. En la década de 1950 fue reformado por Alberto Balbontín de Orta y Antonio Delgado Roig como el Cine Cervantes.
En 1888 pasó a ser académico de número de la Real Academia de Santa Isabel de Hungría.
El 19 de junio de 1893 la infanta María Luisa donó al Ayuntamiento de Sevilla más de 18 hectáreas de los jardines del palacio de San Telmo para hacer un parque. Los planos del proyecto, realizados por Talavera y aprobados por la infanta, fueron enviados al Ayuntamiento el 28 de agosto de 1893. En estos planos está la construcción de un pabellón conocido como el Costurero de la Reina, de estilo neomudéjar.
En el 1900 construyó una casa para José Mensaque y Vera en la calle San Jacinto de Sevilla. Fue rehabilitada por el Ayuntamiento de esta ciudad en 1987 y es la sede actual del distrito de Triana.
En 1901 realizó obras en el palacio de San Telmo para conseguir aulas y que pudiera usarse como seminario.